# Сыроватский, Сергей Иванович
Сергей Иванович Сыроватский (1925—1979) — советский физик и астрофизик.

## Биография
Родился в Николаевской области. В 1951 году окончил физический факультет МГУ, затем — аспирантуру в Физическом институте АН СССР, работал в этом институте (заведующий сектором). Профессор МФТИ.
Основные труды в области космической физики и физики плазмы. Сформулировал замкнутую систему уравнений магнитной гидродинамики в форме законов сохранения. Исследовал проблемы устойчивости магнитогидро-динамических разрывов; нашёл класс точных решений уравнений магнитной гидродинамики, соответствующих движению среды вдоль магнитного поля произвольного вида, в частности решил задачу о выталкивающей силе в магнитной гидродинамике. Результаты этих работ широко применяются в физике космического пространства.
В цикле радиоастрономических исследований развил теорию синхротронного излучения в применении к космическим условиям; разработал метод вычисления интенсивности этого излучения и с его помощью получил важный вывод о природе релятивистских электронов в Галактике, показав, что они ускоряются непосредственно в источниках.
Получил и исследовал уравнения, определяющие трансформацию спектров, радиоизлучения под влиянием потерь энергии электронов; это дало возможность оценить возраст некоторых космических радиоисточников. В области астрофизики космических лучей проанализировал совместно с В. Л. Гинзбургом общие вопросы теории происхождения космических лучей, рассмотрел их химический состав и трансформацию при блуждании в межзвездном пространстве, указал механизм, обеспечивающий преимущественное ускорение тяжёлых ионов.
Получил ряд важных результатов, касающихся спектра и интенсивности электромагнитного излучения, которое возникает при некоторых процессах в гамма- и рентгеновских источниках. Его работы по проблеме динамики плазмы в сильных вмороженных магнитных полях открыли возможность объяснить возникновение ускоренных частиц при вспышках на Солнце, генерацию космических лучей в турбулентных магнитных полях оболочек сверхновых звезд, нестационарных галактических ядрах и квазарах.
Умер в 1979 году. Похоронен на Востряковском кладбище.
Государственная премия СССР 1982 года (посмертно).

## Публикации
- В. Л. Гинзбург, С. И. Сыроватский. Происхождение космических лучей. — Москва: Издательство Академии Наук СССР, 1963.